# Mihail Sadoveanu

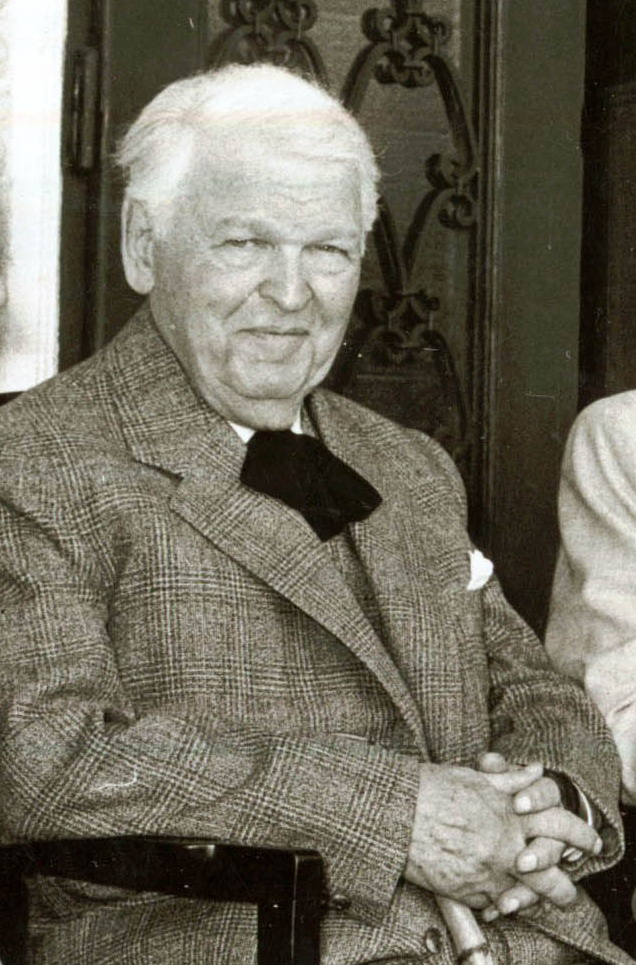
Mihail Sadoveanu

Mihail Sadoveanu (* 5. November 1880 in Pașcani; † 19. Oktober 1961 in Vânători-Neamț) war einer der bedeutendsten rumänischen Schriftsteller, Erzähler, Novellisten und Romanciers der ersten Hälfte des 20. Jahrhunderts, später auch Politiker in der Volksrepublik Rumänien.

## Biografie
Der Sohn des Rechtsanwalts Alexandru Sadoveanu und der Profira Ursache (Ursaki), der Tochter eines Bukowiner Ruptaschen, besuchte das Gymnasium in Fălticeni und Iași. Nach erfolgreichem Ablegen des Abiturs studierte er die Rechte in Bukarest (București). In dieser Zeit schrieb er für das Bukarester Magazin Dracu (1897), auch begann er die Zusammenarbeit mit dem Blatt Viața nouă, wo er unter anderem Tudor Arghezi begegnete. Er benutzte damals das Pseudonym M.S. Cobuz. Im Jahre 1900 brach er sein Jurastudium ab, um sich ganz dem literarischen Schaffen zu widmen.
1904 nahm er seinen festen Wohnsitz in Bukarest, heiratete Ecaterina Bâlu und wurde im Laufe der Jahre Vater von elf Kindern. Im gleichen Jahr veröffentlichte er erstmals gleich vier Bücher (Povestiri, Dureri înăbușite, Crâșma lui Moș Precu, Șoimii), in denen seine Vorliebe für Geschichte augenscheinlich wurde. Er wurde ob seines Talents auch vom großen rumänischen Literaten Barbu Ștefănescu Delavrancea gefördert.
1910 ernannte man ihn zum Direktor des Nationaltheaters in Iași. In dieser Zeit veröffentlichte er weitere Werke und arbeitete auch bei der Zeitschrift Sămănătorul mit. 1919 vertrat er gemeinsam mit Liviu Rebreanu die „Gesellschaft der Schriftsteller Rumäniens“ auf dem Kongress in Berlin. 1921 wurde er Mitglied der Rumänischen Akademie (Academia Română).
Sadoveanu war auch Freimaurer. Zwischen 1927 und 1930 war er Vorsitzender der Loge „Dimitrie Cantemir“ in Iași. Zwischen 1930 und 1935 war er zuerst stellvertretender Meister vom Stuhl der „Großen Loge Rumänien“, sodann deren Vorsitzender und großer Meister der „Vereinigten Rumänischen Großloge“. Seine schriftstellerische Reife dokumentierte er mit Hanul Ancuței, in der epische und lyrische Elemente vortrefflich kombiniert wurden (1928). Ab Januar 1936 edierte der Autor zusammen mit anderen die Monatszeitschrift Însemnări ieșene. 1937 wurde ihm von der Universität Iași der Ehrendoktortitel verliehen. In Deutschland waren damals u. a. erschienen: Das Liebeslied und andere Erzählungen (Reclam 1913), Nobela peko (F. Hirt & Sohn 1929) und Nechifor Lipans Weib (Albert Langen/Georg Müller 1936). 
Nach dem Zweiten Weltkrieg und bis zu seinem Tod arrangierte er sich mit dem kommunistischen System und veröffentlichte so auch mehrere systemkonforme Werke.
Mihail Sadoveanu starb, nach einem Schlaganfall, fast blind und sprechunfähig, und wurde nach Bukarest überführt, wo er auf dem dortigen Bellu-Friedhof (Cimitirul Șerban Vodă) ruht.

## Der Autor und der Kommunismus

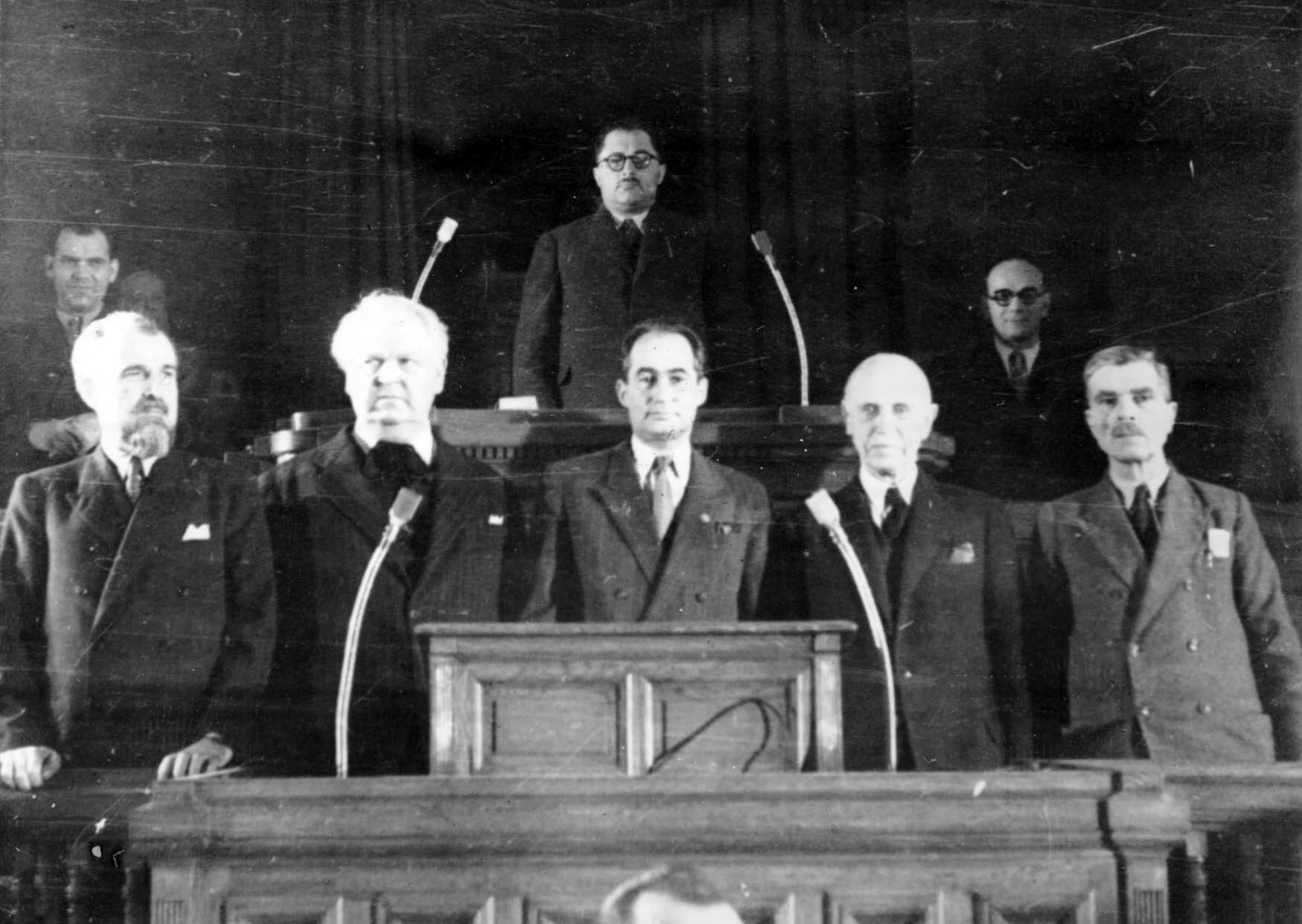
Präsidium der Volksrepublik Rumänien, 2. von li. Sadoveanu

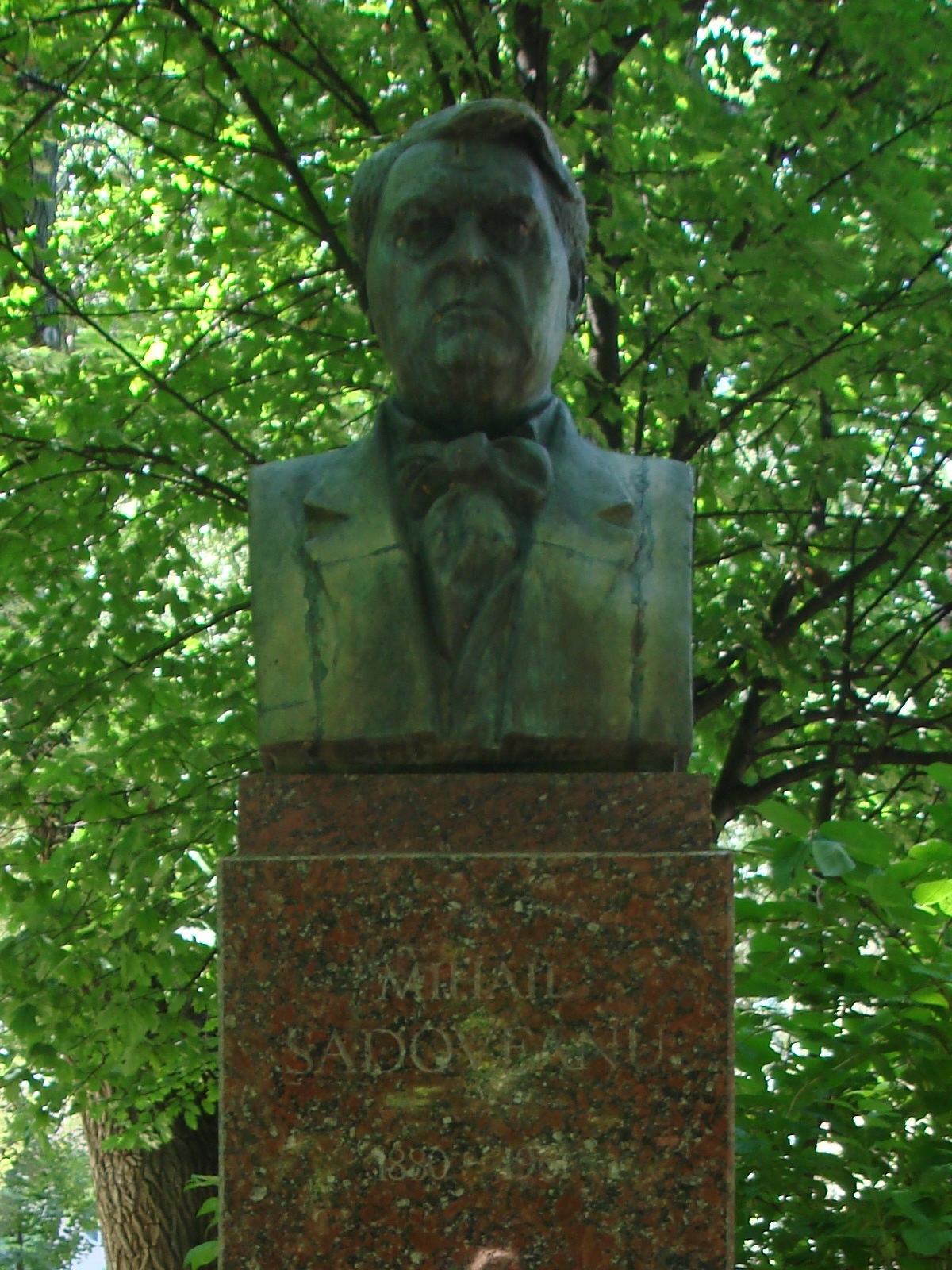
Büste Mihail Sadoveanus (K. K. Konstantinow) an der Aleea Clasicilor in Chișinău

Bereits in den Zwischenkriegsjahren engagierte sich der ursprünglich liberale und religiös eingestellte Mann im linken Parteienspektrum, so war er Herausgeber der Zeitungen Adevărul und Dimineaţa, was ihm harsche Kritik einbrachte.
1945 veröffentlichte er in einer Hommage an die Sowjetunion Lumina vine de la Răsărit, reportaje din URSS.
Der Schriftsteller unterwarf sich nach Gründung der Volksrepublik Rumänien literarisch (Sozialistischer Realismus) völlig den Vorgaben des herrschenden Regimes. Beispielhaft sind hier zu erwähnen die Werke Păuna mică (1948)  und Mitrea Cocor (1949). Zum Dank wurde er zum Präsidenten der "Vereinigung der Rumänischen Schriftsteller" bestimmt, sodann 1955 mit dem Titel "Held der sozialistischen Arbeit", schließlich 1961 mit dem Leninorden für Frieden geehrt. Dadurch erschien er auch in vielen deutschen Übersetzungen insbesondere bei DDR-Verlagen (ausgewählte Werke nachgesetzt), wie Verlag der Nation (Die Brüder Jderi [3 Bände]), Volk und Welt (Die Wolfsinsel), Aufbau (Ancuţas Herberge) oder Insel (Bärenauge, IB 658/2). 
Bereits 1947/48 und 1958 war Sadoveanu zum Präsidenten der Großen Nationalversammlung gewählt worden.
Sein kooperatives Verhalten in Verbindung mit seinen Ehrungen verhalf ihm zu einem privilegierten und sorgenfreien Leben in der Diktatur, allerdings hatte er sich auch mitschuldig an der Unterdrückung seiner Mitbürger durch das kommunistische System gemacht, das viele intellektuelle Kollegen und Freunde seiner Generation politisch verfolgte und unter unmenschlichen Bedingungen einkerkerte.

## Werke (Auswahl)
- Șoimii (1904)
- 'Floare ofilită, Novellen (1905)
- Mormântul unui copil (1905)
- Amintirile căprarului Gheorghiță (1905)
- Vremuri de bejenie (1906)
- La noi în Viișoara (1906)
- Esopia (1906)
- Însemnările lui Neculai Manea, Novellen (1906)
- Oameni și locuri, Editura Minerva a Institutului de Arte Grafice, București (1908)
- O istorie de demult (1907)
- Duduia Margareta (1907)
- Istoria marelui împărat Alexandru Macedon în vremea când era emirul lumii 5250 de ani (1907)
- Povestiri de seară (1909)
- Genoveva de Brabant (1909)
- Cum putem scăpa de nevoi și cum putem dobândi pământ (1909)
- Cântecul amintirii (1909)
- Apa morților (1911)
- Povestiri de petrecere și folos (1911)
- Bordeenii', Roman (1912)
- Un instigator (1912)
- Priveliști dobrogene (1914)
- Neamul Șoimăreștilor, Roman (1915)
- Foi de toamnă (1916)
- Printre gene (1916)
- 44 de zile în Bulgaria (1916)
- Umiliții mei prieteni (1917)
- Umbre (1919)
- În amintirea lui Creangă (1919)
- Priveghiuri (1919)
- Povestiri pentru moldoveni (1919)
- Cocostârcul albastru (1921)
- Strada Lăpușneanu (1921)
- Neagra Șarului (1922)
- Pildele lui cuconu Vichentie (1922)
- Lacrimile ieromonahului Veniamin (1922)
- Oameni din lună (1923)
- Ți-aduci aminte (1923)
- Războiul balcanic (1923)
- Venea o moară pe Siret (1924)
- Țara de dincolo de negură (1926)
- Dumbrava minunată (1926); verfilmt 1980, Regie: Gheorghe Naghi
- Povestiri pentru copii (1926)
- Dimineți de iulie; Stigletele (1927)
- Demonul tinereții (1928)
- Hanu-Ancuței (1928)
- 'Împărăția apelor (1928)
- O întâmplare ciudată (1928)
- Zodia Cancerului sau Vremea Ducăi-Vodă, Roman (1929)
- Baltagul, Roman (1930)
- Depărtări, Roman (1931)
- Măria Sa, puiul pădurii, Roman (1930)
- Nunta domniței Ruxandra, Roman (1932)
- Creanga de aur, Roman (1933)
- Locul unde nu s-a întâmplat nimic (1933)
- Soarele în baltă sau aventurile șahului (1934)
- Nopțile de Sânziene, Roman (1934)
- Viața lui Ștefan cel Mare, Biographie (1934)
- Trenul fantomă (1934)
- Cele mai vechi amintiri (1934)
- Cuibul invaziilor (1935)
- Povestiri alese (1935)
- Paștile blajinilor (1935)
- Inima noastră, (1935)
- Povestiri pentru copii (1935)
- Cazul Eugeniței Costea (1936)
- Țara cangurului (1937)
- Istorisiri de vânătoare (1937)
- Ochi de urs (1938)
- Valea Frumoasei (1938)
- Morminte (1939)
- Frații Jderi (1935–1942),
  - Vol. I: Ucenicia lui Ionuț (1935)
  - Vol. II: Izvorul Alb (1936)
  - Vol. III: Oamenii Măriei Sale, (1942)
- Divanul persian, Roman (1940)
- Vechime (1940)
- Ostrovul lupilor (1941)
- Povestirile de la Bradu-Strâmb (1941)
- Anii de ucenicie (1944)
- Lumina vine de la Răsărit, reportaje din URSS (1945)
- Fantazii răsăritene (1946)
- Caleidoscop (1946)
- Păuna mică (1948)
- Mitrea Cocor (1949)
- Nada Florilor, amintirile unui pescar cu undița (1951)
- Nicoară Potcoavă, Roman (1952)
- Aventuri în Lunca Dunării (1954)
- Evocări (1954)
- Mărturisiri (1960)